# Niederdorla
Niederdorla is een ortsteil van de landgemeente Vogtei in de Duitse deelstaat Thüringen. Tot 2013 was Niederdorla een zelfstandige gemeente in de Unstrut-Hainich-Kreis.

## Geboren in Niederdorla
- Matthias Weckmann (1616-1674), componist van barokmuziek.

## Middelpunt van Duitsland

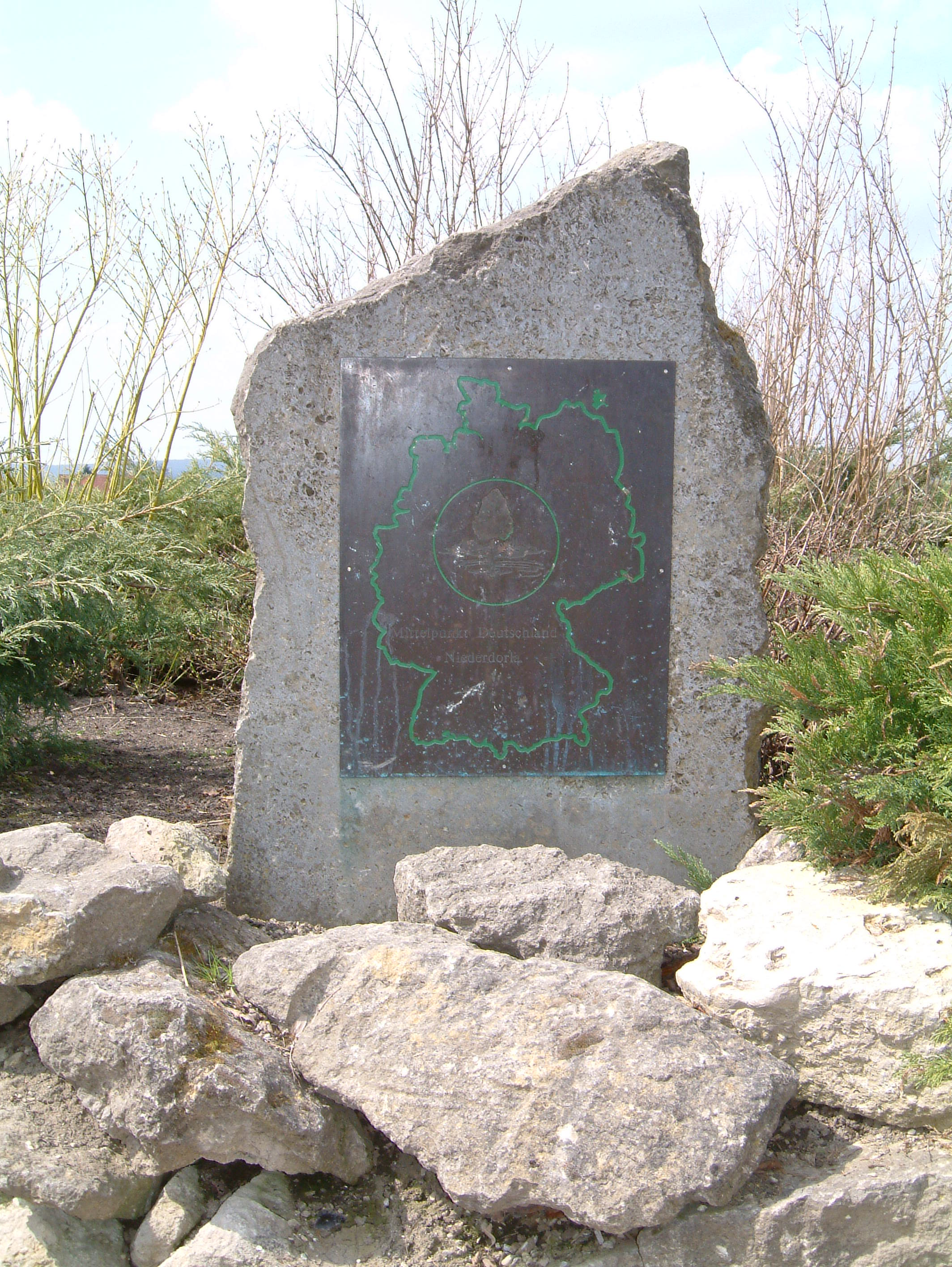
Middelpuntssteen in Niederdorla

Sinds de Duitse hereniging op 3 oktober 1990 bevindt zich ongeveer een halve kilometer ten noorden van het dorp het geografische middelpunt van Duitsland.